# David Hesser
David A. Hesser (ur. w styczniu 1884, zm. 13 lutego 1908 w Nowym Jorku) – amerykański pływak i piłkarz wodny, medalista olimpijski z Letnich Igrzysk 1904 w Saint Louis.
Razem z klubem New York Athletic Club zdobył złoty medal w turnieju piłki wodnej oraz zajął 4. miejsce w sztafecie pływackiej na 4 × 50 jardów stylem dowolnym.